# Municipio de Chontla
El municipio de Chontla (en náhuatl: “Mujer de Cabellera larga”), es un municipio en la Sierra de Otontepec en el norte del estado de Veracruz dentro de la Región Huasteca Baja, al este de México. Su cabecera es la localidad de Chontla.

## Gobierno
- Presidente municipal:Lic. Néstor Enrique Sosa Peña
- Partido político: Morena
- Distrito electoral local: II Tantoyuca
- Distrito electoral federal: II Chicontepec

## Demografía
| Población y Vivienda de las principales localidades del Municipio de Chontla |                  |                   |
| Localidad                                                                    | Población (2020) | Núm. de Viviendas |
| Chontla (Municipio)                                                          | 13,359           | 4,980             |
| Chontla                                                                      | 2,298            | 829               |
| San Francisco                                                                | 1,655            | 587               |
| San Juan Otontepec                                                           | 1,174            | 373               |
| Las Cruces                                                                   | 670              | 257               |
| Magozal                                                                      | 533              | 235               |
| Cruz Manantial                                                               | 498              | 197               |
| La Garita                                                                    | 489              | 197               |
| Mata de Otate                                                                | 452              | 226               |
| Rancho Quemado                                                               | 432              | 184               |
| Arranca Estacas                                                              | 339              | 116               |
| Tancolol                                                                     | 337              | 113               |
| Xochitlán (Parajes)                                                          | 327              | 141               |
| Los Callejones                                                               | 325              | 124               |
| Comales Naranjado                                                            | 322              | 113               |
| Palo de Rosas                                                                | 318              | 118               |
| San Nicolasillo                                                              | 276              | 94                |
| Fuente: INEGI                                                                |                  |                   |

## Límites
Estos son los Municipios que limitan al Chontla:
- Norte, Ozuluama y Tantoyuca
- Sur, Ixcatepec y Tepetzintla
- Este,  Citlatépetl, Ozuluama y Tancoco
- Oeste, Ixcatepec y Tantoyuca

## Clima
Clima cálido-extremoso con lluvias abundantes en el verano y a principios del otoño, cuenta además con períodos de sequía.
| Parámetros climáticos promedio de | Parámetros climáticos promedio de | Parámetros climáticos promedio de | Parámetros climáticos promedio de | Parámetros climáticos promedio de | Parámetros climáticos promedio de | Parámetros climáticos promedio de | Parámetros climáticos promedio de | Parámetros climáticos promedio de | Parámetros climáticos promedio de | Parámetros climáticos promedio de | Parámetros climáticos promedio de | Parámetros climáticos promedio de | Parámetros climáticos promedio de |
| Mes                               | Ene.                              | Feb.                              | Mar.                              | Abr.                              | May.                              | Jun.                              | Jul.                              | Ago.                              | Sep.                              | Oct.                              | Nov.                              | Dic.                              | Anual                             |
| --------------------------------- | --------------------------------- | --------------------------------- | --------------------------------- | --------------------------------- | --------------------------------- | --------------------------------- | --------------------------------- | --------------------------------- | --------------------------------- | --------------------------------- | --------------------------------- | --------------------------------- | --------------------------------- |
| Temp. máx. media (°C)             | 27                                | 29                                | 31                                | 33                                | 34                                | 28                                | 28                                | 29                                | 28                                | 27                                | 25                                | 23                                | 28.5                              |
| Temp. mín. media (°C)             | 17                                | 18                                | 18                                | 20                                | 21                                | 20                                | 20                                | 18                                | 18                                | 17                                | 16                                | 15                                | 18.16                             |
| Precipitación total (mm)          | 85                                | 80                                | 80                                | 70                                | 60                                | 350                               | 260                               | 200                               | 110                               | 100                               | 80                                | 80                                | 1555                              |
| [cita requerida]                  |                                   |                                   |                                   |                                   |                                   |                                   |                                   |                                   |                                   |                                   |                                   |                                   |                                   |

- Precipitación media anual: 1,555 milímetros.
- Temperatura media anual: 24.6 °C

## Cronología de Presidentes Municipales
| 1953 - 1955 |                               |
| 1955 - 1958 | Ignacio M. Bermúdez C.        |
| 1958 - 1961 | Manuel Pecero                 |
| 1961 - 1964 | Eduardo Trinidad              |
| 1964 - 1967 | Ramon Duilio Bermúdez C.      |
| 1967 - 1970 | Edmundo Hernández Saldivar    |
| 1970 - 1973 | Artemio Melo Hernández        |
| 1973 -1976  | Carmelo Mar Hernández         |
| 1976 - 1979 | Plutarco Hernández Sosa       |
| 1979 - 1982 | Victórico Mar Olivares        |
| 1982 - 1985 | Enrique Ponce Bemúdez         |
| 1985 - 1988 | Eugenio Ramírez garcia        |
| 1988 - 1991 | Juan Sosa Azuara              |
| 1992 - 1994 | Almaquio del Angel Chavez     |
| 1995 - 1997 | Juan Zaleta Cuervo            |
| 1998 - 2000 | José Luis Ponce Chávez        |
| 2001 - 2003 | Lic. Humberto Pérez Pardavé   |
| 2004 - 2006 | C. José Manuel Ponce Trinidad |
| 2007 - 2010 | Jesús Sosa del Ángel          |
| 2011 - 2013 | Pedro Macario González Pérez  |
| 2014 - 2017 | Aurelio Perez Pardave         |
| 2018 - 2021 | Eric Abraham Sosa Mar         |
| 2022 - 2025 | Néstor Enrique Sosa Peña      |

## Descripción del escudo de armas
En la parte interna, enmarcada por un hexágono irregular, encontramos diseñado el mapa del municipio. Dentro de este, se han dibujado tres pares de huellas; el primer par representa la llegada por el suroeste de los habitantes de la raza mexica, asentada en los poblados más próximos a la sierra; el segundo representa a los habitantes de raza huasteca, llegados por el oeste; y el tercero representa el arribo de la raza blanca de ascendencia europea. Tres razas asentadas en los poblados que conforman la entidad municipal originando el mestizaje y la mezcla de las manifestaciones culturales. En este mismo espacio y sobre el mapa, se diseñó una mano cerrada que representa la cabecera municipal, su decisión y su fuerza. Este puño sostiene seis laureles unidos de tres en tres, tres a la izquierda y tres a la derecha, los cuales representan las seis congregaciones de este municipio. Más arriba se representa a la Sierra de Otontepec, iluminada por los rayos del sol. De esta sierra se originan las corrientes de agua que en forma de manantiales irrigan todo el municipio. En el centro del campo de la copa, en un recuadro vertical, aparece un obelisco construido en el año de 1988, al concluirse el tramo de carretera pavimentada de Naranjos a Chontla. Dado que este tramo del camino fue construido bajo el marco de acciones del PRODIS (Programa para el Desarrollo Integral de las Sierras), el cual abarcaba 11 municipios (Tamiahua, Tancoco, Tepetzintla, Cerro Azul, Naranjos-Amatlán, Chinampa, Tamalín, Tantima, Citlaltépec, Chontla e Ixcatepec, el escudo contempla 11 barras horizontales sobre las que poza esta construcción). En la base de la copa, se fijan como elemento decorativo, una a cada lado, dos hojas de palmilla, vegetal propio de la sierra de Otontepec utilizado en la época prehispánica para cubrir las pequeñas palapas de los nativos y, actualmente, utilizado como elemento de ornato para los altares que se construyen en las fiestas de “Todos los Santos”. Prendido a la base de la copa y sostenido los extremos en las hojas de la palmilla, se encuentra un moño de listón rojo que representa el sentimiento de pasión de los habitantes por el trabajo y el progreso.
Arriba de la base de la copa, en un campo en forma de trapecio, se ubica en letras mayúsculas con proyección de sombra hacia arriba a la izquierda para significar relieve, con iluminación en punto de luz de abajo a la derecha, el nombre del municipio. El campo está punteado para significar solidez de roca que representa la firmeza de los elementos que integran e identifican este municipio